# Будинок Рокка
Будинок Рокка — прибутковий будинок, що розташований з боку Садової вулиці, 20. Об'єкт культурної спадщини міста Одеси (охоронний номер 778-Од).

## Історія
У 1890-х роках ділянка належала Феліксу Івановичу Рокку, її площа складала 725 кв. саж. На той час уздовж Соборної площі був розташований великий житловий будинок споруджений у 1875 році. У 1892 році з боку Садової вулиці за проектом цивільного інженера Маврикія Германовича Рейнгерца був споруджений триповерховий прибутковий будинок, про що сповіщається на двох мармурових таблицях встановлених під час спорудження будинку. В офіційному списку пам'яток архітектури за адресою Садова вул., 18 вказано прибутковий будинок Рокко. Однак такий запис є помилковим, саме будинок, що носить № 20, а у часи свого спорудження № 18 належав Ф. І. Рокку.
У 1900 році ділянка перейшла у власність І. Рокко, а між 1902 та 1903 роками власницею ділянки стала Жозефіна Іванівна Де-Рокко, яка ще у 1914 році була власницею цієї ділянки. На момент перепису населення 1918 року маєток пожиттєво належав Жозефіні Івановні Де-Рокка. І мав адресу Соборна 2, Садова 20. 
У 1913 році у будинку розміщувались: магазин альбомів та гравюр Рафаїла Гершуні «Санкт-Петербурзький», пральня Ол. Красношек.
У тому же році у будинку проживали: лікар Ганна Йосипівна Школьник, зубний лікар та товариш голови Одонтологічного товариства Сіг. Бор. Левін, працівник товариства взаємного кредиту «Огніско» Іван Антонович Лібек, купець Леон. Спиридонович Стреміаді, прозектор Нової міської лікарні, голова товариства «Огніско» доктор медицини Чеслав Іванович Хенцинський.

## Архітектура
Будинок триповерховий з підвалом і горищем. Головний фасад має асиметричну композицію і дуже подібний до фасадів будинків Ашкіназі на Князівській вулиці, 6 та 8, що також споруджені інженером М. Г. Рейнгерцем у 1890-х роках. Фасад будинку повністю вкритий рустом, на першому поверсі використовується комбінація діамантових та пласких квадрів, на інших поверхах — лінійний руст. Будинок має три подібні кріповки, по краям бічних кріповок розташовані пілястри коринфського ордеру, а найбільш виразну центральну кріповку прикрашають напівколони коринфського ордеру. Також над центральним вікном другого поверху розташована перша літера прізвища Рокко латиницею «R».

## Галерея

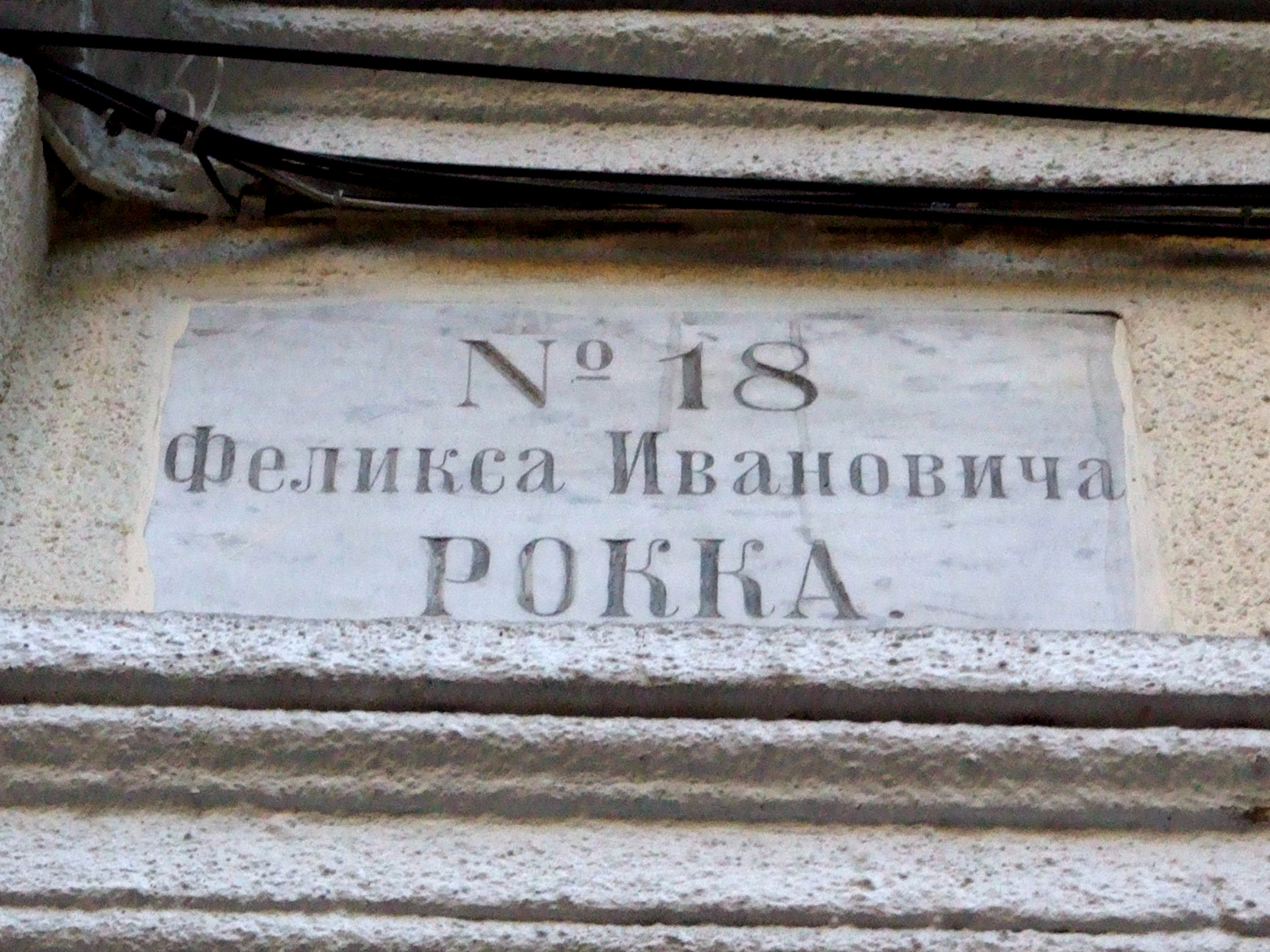
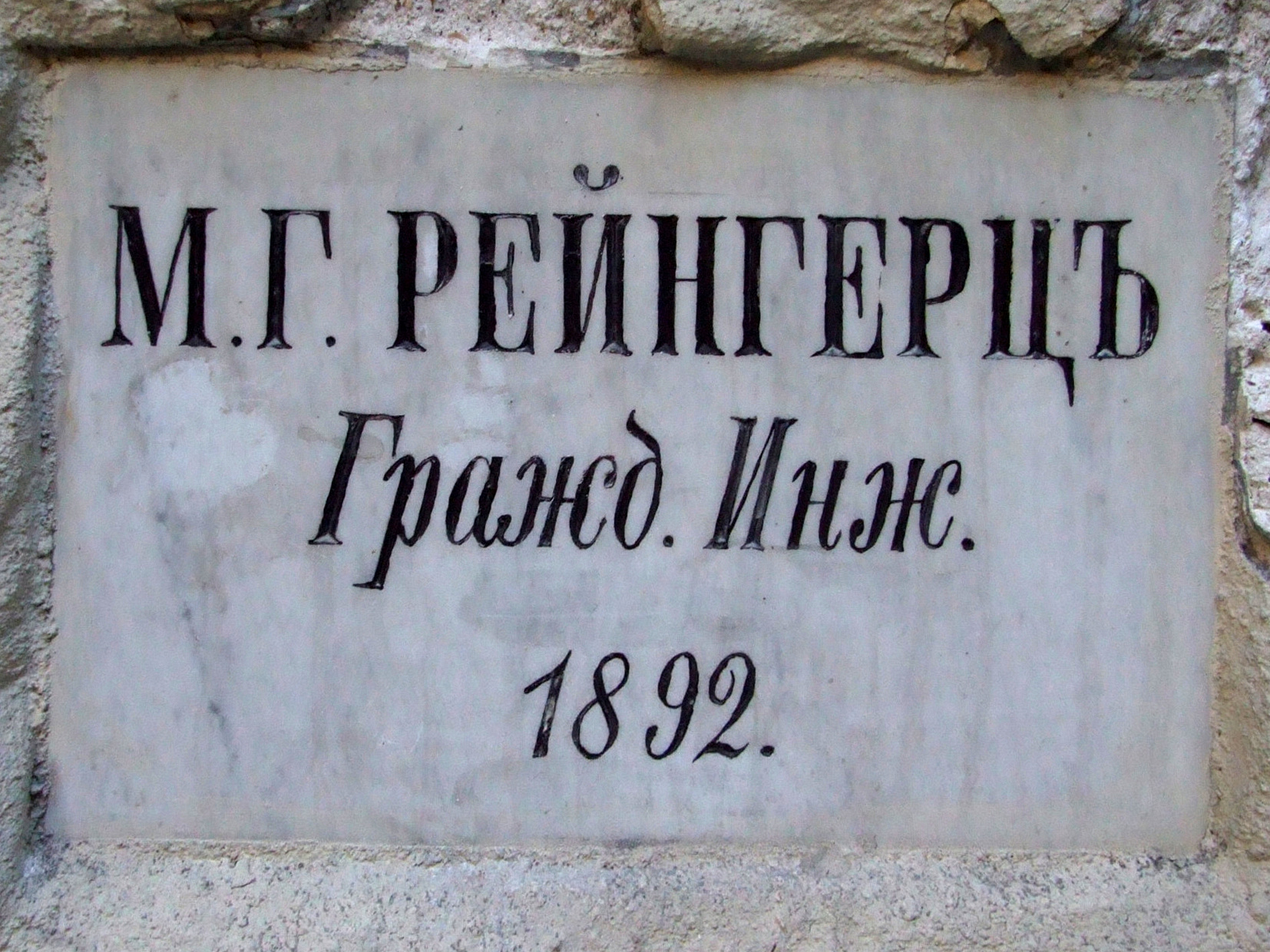
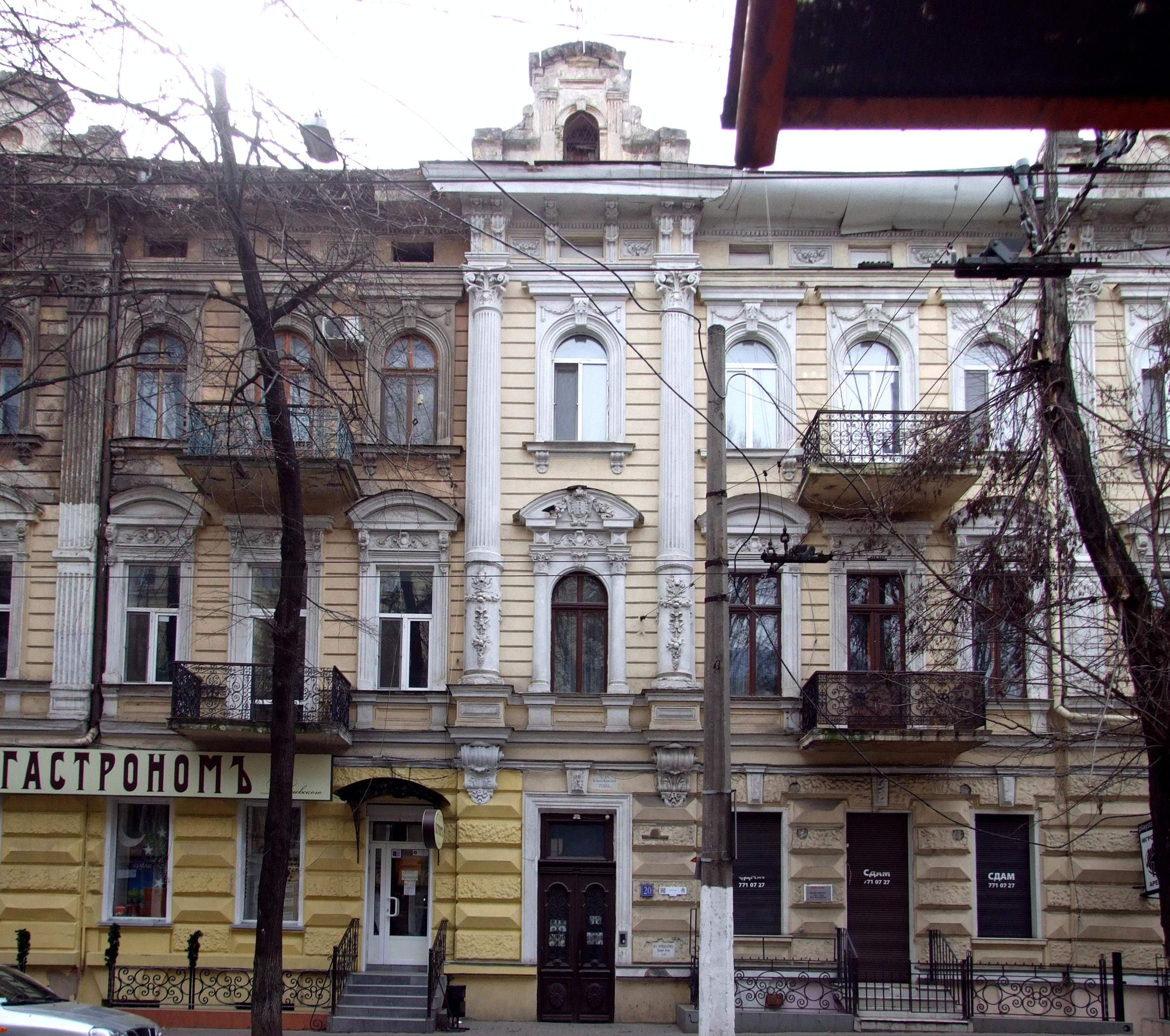
Головний фасад
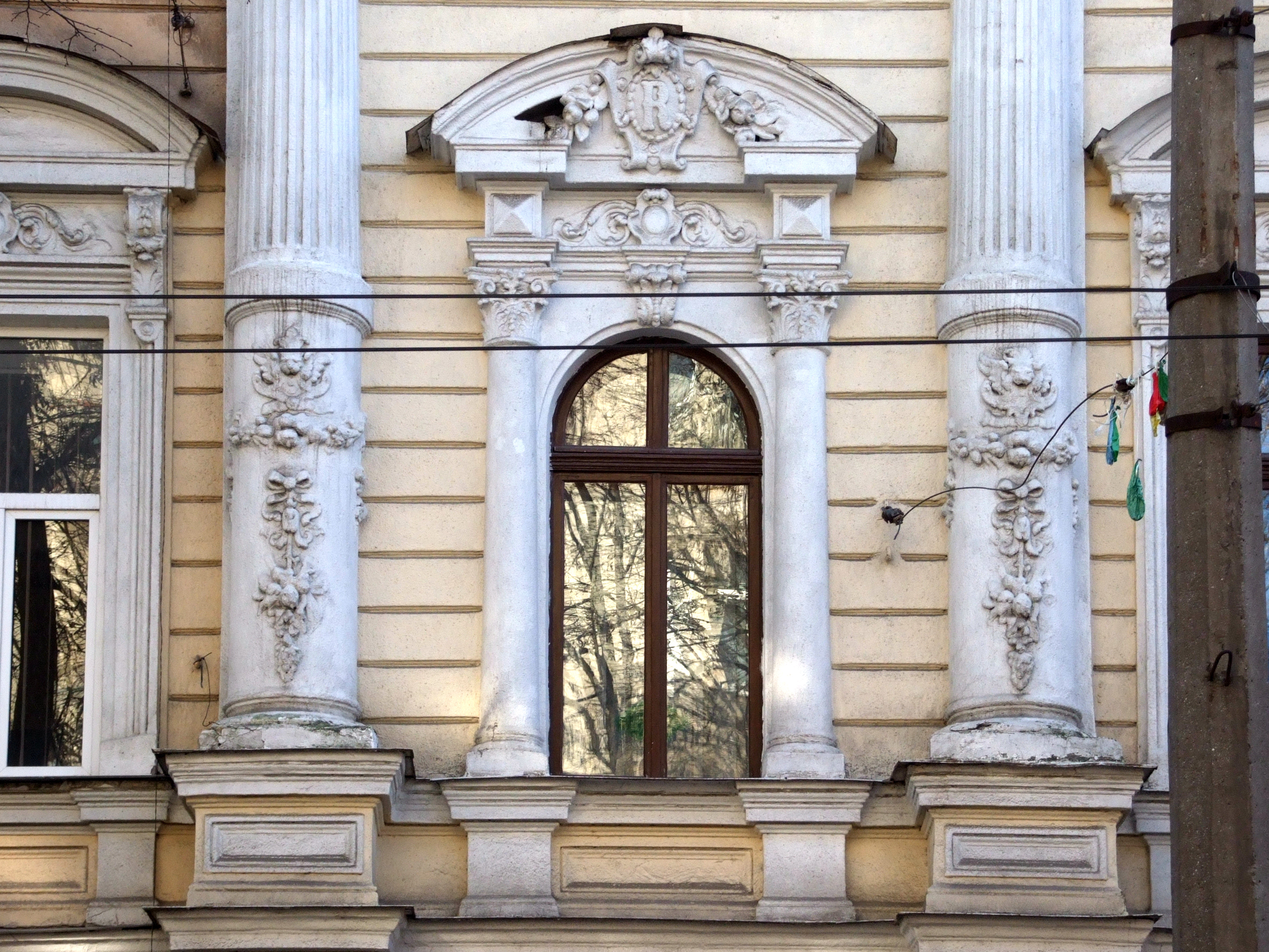
літера "R" над вікном є першою літерою прізвища Рокко
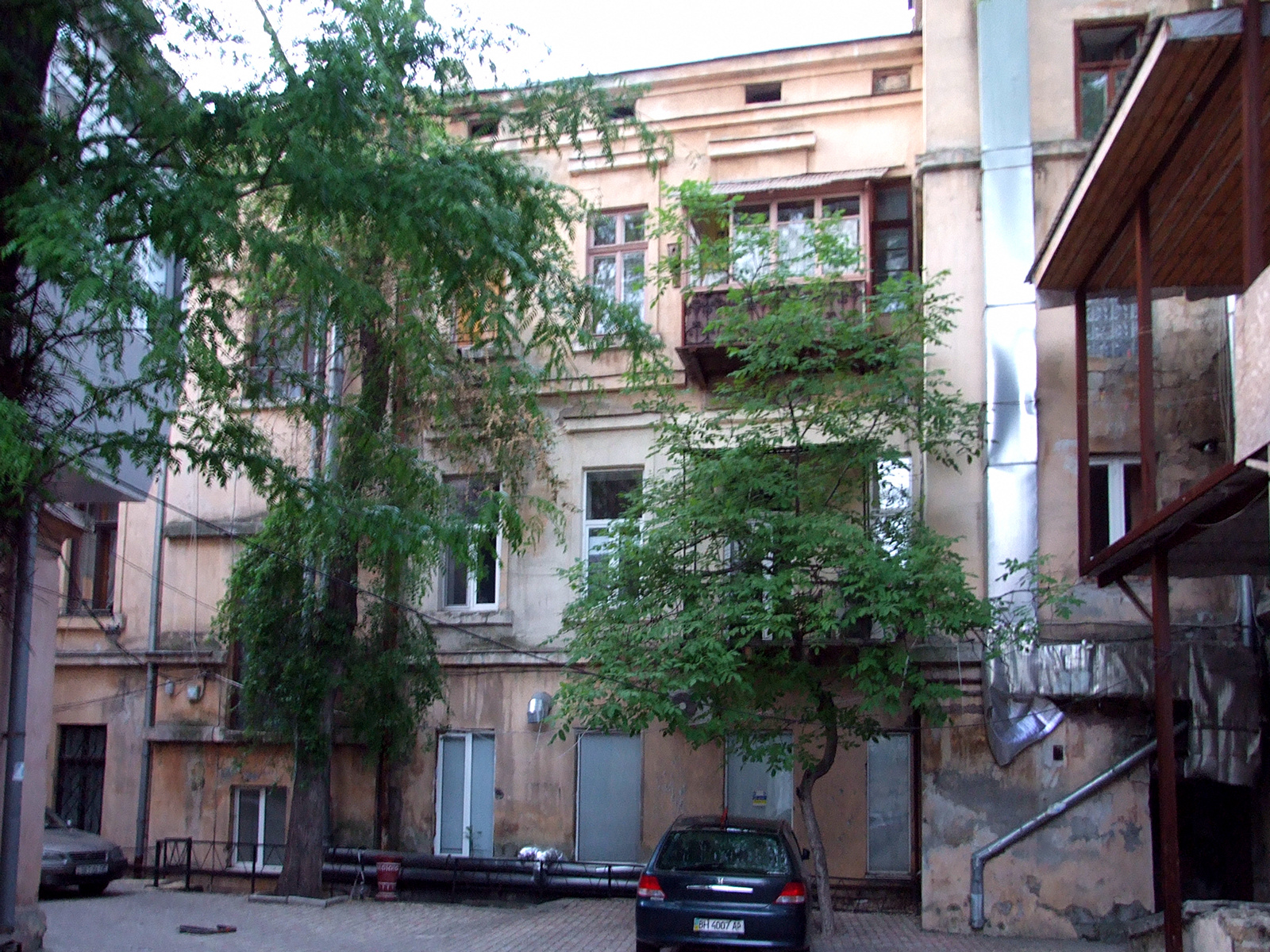
Задній фасад
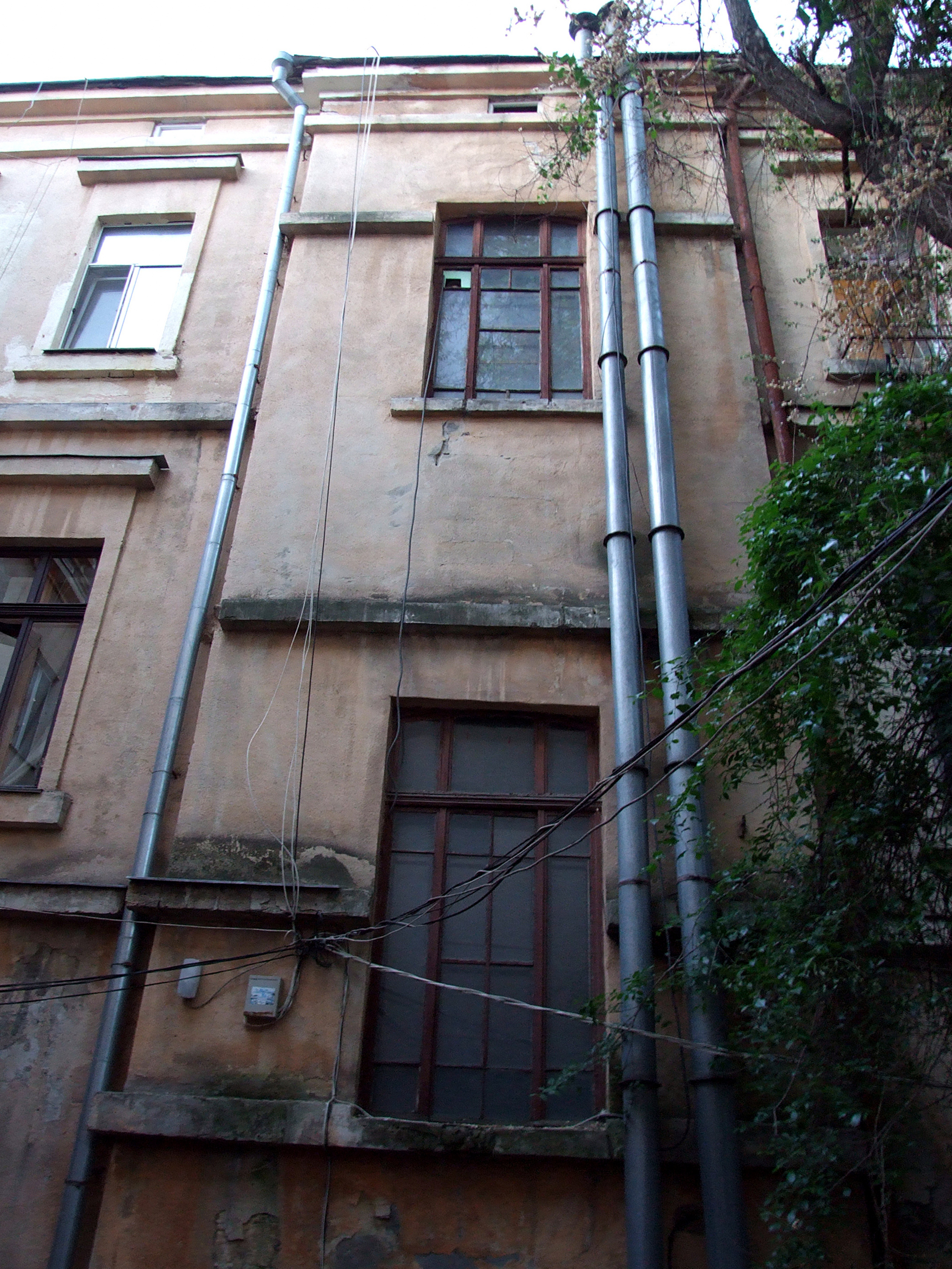
Вікна сходової клітки